# Grand Prix Kataru
Grand Prix Kataru (anglicky Qatar Grand Prix) je závod vozů Formule 1, který se poprvé uskutečnil 21. listopadu 2021 jako součást kalendáře sezóny 2021. Do kalendáře se znovu připojil, s desetiletou smlouvu, od sezóny 2023. Závod se koná na okruhu Losail International Circuit.

## Historie

### Původ
V sezóně 2021 bylo původně plánováno 23 závodů. Prvním závodem sezóny měla být Grand Prix Austrálie, která byla nejdříve odložena a později, kvůli restrikcím souvisejícím s pandemií covidu-19 v zemi, zrušena.
Zrušení Grand Prix Austrálie nastalo později v průběhu sezóny a zůstalo po něm volné místo v kalendáři. Jako náhrada byla oznámena nová Grand Prix Kataru.

### 2021
Zahajovací ročník Grand Prix Kataru se konal 21. listopadu místo zrušené Grand Prix Austrálie.

### 2023
Po roční absenci se Grand Prix Kataru vrátila do kalendáře Formule 1 s desetiročním kontraktem do sezóny 2032. Závod se měl původně konat na novém účelovém okruhu, nakonec ale bylo rozhodnuto o pokračování na okruhu Losail.

## Kritika
Grand Prix byla kritizována hnutím Amnesty International kvůli lidským právům v Kataru.

## Vítězové Grand Prix Kataru

### Opakovaná vítězství (jezdci)
| Počet vítězství | Jezdec         | Roky       |
| --------------- | -------------- | ---------- |
| 2               | Max Verstappen | 2023, 2024 |

### Opakovaná vítězství (týmy)
| Počet vítězství | Konstruktér | Roky       |
| --------------- | ----------- | ---------- |
| 2               | Red Bull    | 2023, 2024 |

### Opakovaná vítězství (dodavatelé motorů)
| Počet vítězství | Dodavatel  | Roky       |
| --------------- | ---------- | ---------- |
| 2               | Honda RBPT | 2023, 2024 |

### Vítězové v jednotlivých letech
| Rok  | Jezdec         | Konstruktér         | Trať                         | Výsledky |
| ---- | -------------- | ------------------- | ---------------------------- | -------- |
| 2024 | Max Verstappen | Red Bull–Honda RBPT | Losail International Circuit | Výsledky |
| 2023 | Max Verstappen | Red Bull–Honda RBPT | Losail International Circuit | Výsledky |
| 2021 | Lewis Hamilton | Mercedes            | Losail International Circuit | Výsledky |